# KRS-BSU Pékin
Le KRS-BSU Pékin est un club de hockey sur glace de Pékin en Chine. Il évolue dans la VHL.

## Historique
Le club est créé en 2017 sous le nom de KRS Heilongjiang. Il ne joue qu'une saison avant de quitter Harbin pour Pékin où le club devient le KRS-ORG Pékin, il est une nouvelle fois renommé à la fin de la saison 2018-2019 pour devenir le KRS-BSU Pékin. Le club est affilié au Kunlun Red Star (KRS) club évoluant en KHL.

## Palmarès
Néant.